# Мустафа Бен Халим
Мустафа Бен Халим (29 января 1921, Александрия, Египетский султанат — 7 декабря 2021, ОАЭ) — ливийский государственный деятель, премьер-министр Королевства Ливия в 1954—1957 годах, впоследствии — бизнесмен.

## Биография
Мустафа Бен Халим родился 29 января 1921 в Александрии в одной из самых богатых семей Ливии. Его отец был родом из Киренаики и во время итальянской оккупации в 1911 году был депортирован в Египет.
В 1946 году Мустафа Бен Халим окончил инженерный факультет Александрийского университета со степенью бакалавра. В 1950 году по приглашению принца Идриса аль-Сануси вернулся в Ливию, где в 1950—1960 годах занимал различные государственные посты. Бен Халим выступил основателем университета и Центрального банка Ливии.
Будучи сторонником борца за независимость Алжира Ахмеда Бен Беллы, Мустафа Бен Халим оказал поддержку алжирской революции, способствуя поставкам оружия.
В 1960 году оставил государственную деятельность и занялся бизнесом.
Во время переворота 1 сентября 1969 находился за границей и долгое время не мог вернуться в Ливию. Только после свержения режима Каддафи в 2011 году вернулся на родину.
Умер 7 декабря 2021 года.